# Euphorbia hedyotoides
Euphorbia hedyotoides es una especie fanerógama perteneciente a la familia de las euforbiáceas. 

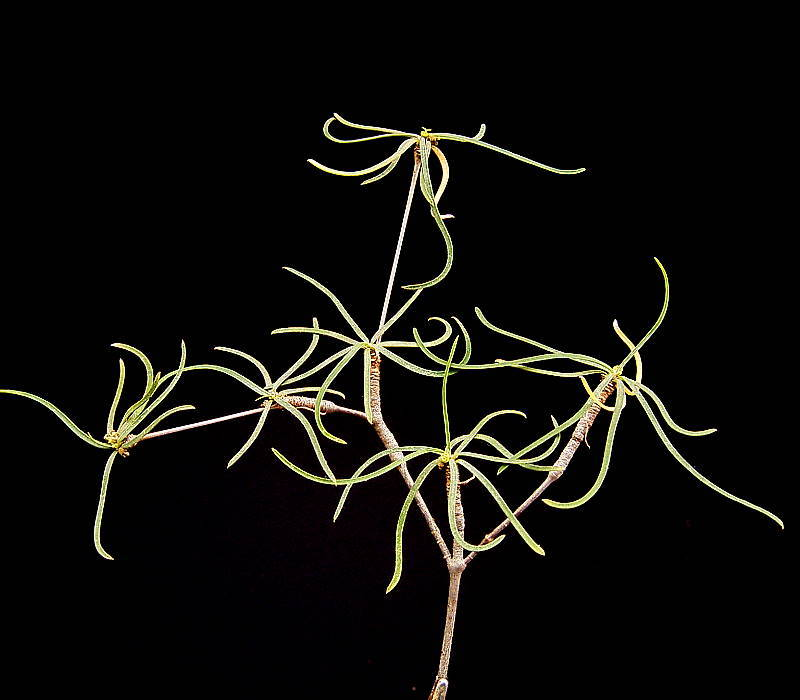
Vista de la planta

## Distribución
Es endémica de Madagascar en la Provincia de Toliara.  Su natural hábitat son los bosques secos subtropicales o tropicales. Está amenazado por la pérdida de hábitat.

## Descripción
Es un  arbusto suculento ramificado con ciatios terminales.

## Taxonomía
Euphorbia hedyotoides fue descrita por Nicholas Edward Brown y publicado en Flora of Tropical Africa 6(1): 515. 1909.
Etimología
Euphorbia: nombre genérico que deriva del médico griego del rey Juba II de Mauritania (52 a 50 a. C. - 23), Euphorbus, en su honor – o en alusión a su gran vientre –  ya que usaba médicamente Euphorbia resinifera. En 1753 Carlos Linneo asignó el nombre a todo el género.
hedyotoides: epíteto compuesto que significa "como Hedyotis".
Sinonimia
- Euphorbia decariana Croizat (1934).[5][6]